# Ґрацянув
Ґрацянув (пол. Gracjanów) — село в Польщі, у гміні Могельниця Груєцького повіту Мазовецького воєводства.
Населення — 111 осіб (2011).
У 1975—1998 роках село належало до Радомського воєводства.

## Демографія
Демографічна структура станом на 31 березня 2011 року:
|          | Загалом | Допрацездатний вік | Працездатний вік | Постпрацездатний вік |
| -------- | ------- | ------------------ | ---------------- | -------------------- |
| Чоловіки | 61      | 21                 | 35               | 5                    |
| Жінки    | 50      | 12                 | 27               | 11                   |
| Разом    | 111     | 33                 | 62               | 16                   |